# Lasioglossum seabrai
Lasioglossum seabrai är en biart som först beskrevs av Jesus Santiago Moure 1956.  Lasioglossum seabrai ingår i släktet smalbin, och familjen vägbin. Inga underarter finns listade i Catalogue of Life.